# Gibson (Iowa)
Gibson es una ciudad ubicada en el condado de Keokuk en el estado estadounidense de Iowa. En el Censo de 2010 tenía una población de 61 habitantes y una densidad poblacional de 356,85 personas por km².

## Geografía
Gibson se encuentra ubicada en las coordenadas 41°28′49″N 92°23′31″O / 41.48028, -92.39194. Según la Oficina del Censo de los Estados Unidos, Gibson tiene una superficie total de 0.17 km², de la cual 0.17 km² corresponden a tierra firme y (0%) 0 km² es agua.

## Demografía
Según el censo de 2010, había 61 personas residiendo en Gibson. La densidad de población era de 356,85 hab./km². De los 61 habitantes, Gibson estaba compuesto por el 98.36% blancos, el 0% eran afroamericanos, el 0% eran amerindios, el 1.64% eran asiáticos, el 0% eran isleños del Pacífico, el 0% eran de otras razas y el 0% pertenecían a dos o más razas. Del total de la población el 0% eran hispanos o latinos de cualquier raza.